# Aponogeton ulvaceus
Aponogeton ulvaceus là một loài thực vật có hoa trong họ Aponogetonaceae. Loài này được Baker mô tả khoa học đầu tiên năm 1881.